# ポアロ (音楽ユニット)
ポアロ（英語: POARO）は、伊福部崇、鷲崎健によって構成されるアトミックモンキー所属の音楽ユニット。
なお、変名のフォークソングユニット「吉田ぽあ郎」についても本項で取り扱う。

## 概要
個人の活動については、それぞれの項目を参照されたい。
伊福部崇
放送作家。主に作詞とコーラス担当。メインボーカルの曲も存在する。POARO大喜利の主宰であり、大喜利実力判定考査主催者。大喜利四賢者の1人。
鷲崎健
ラジオパーソナリティ。主に作曲とメインボーカル担当。
ポアロというコンビ名の由来は「伊集院光 深夜の馬鹿力」のワンコーナー「輝け！紅白電波歌合戦」に投稿する際に考えたペンネームである。候補として「サルタヒコ」や「スポイト」があった。非常にコンビ仲が良いことで知られる。

## 歴史
1995年、大阪芸術大学マスコミ研究部の新歓コンパで伊福部と鷲崎が出会う。鷲崎曰く、最初新歓コンパに参加する気はなかったが、当時付き合っていた彼女が課題をやるため、一緒に帰れなくなったため予定が空き、参加したという。その新歓コンパで鷲崎から見て一番遠くにいて、小さな声で鷲崎達が言うことに的確なツッコミを入れていたのが伊福部だった。
1996年6月に結成。同年、「伊集院光 深夜の馬鹿力」（TBSラジオ）リスナーであった伊福部が、ギターが弾ける鷲崎を誘い、ラジオのワンコーナー「輝け！紅白電波歌合戦」に、歌唱とギター演奏付きの電波歌テープ（作詞とコーラスは伊福部、歌唱と演奏は鷲崎がそれぞれ担当）を送り、採用される。これが話題になり、同コーナー最終回ではゲスト出演し、他のリスナーが投稿した電波歌（元曲はガッツだぜ!!）を歌っている。
1997年、渋谷CLUB QUATTROにてライブを行うも、観客はわずか4人だったと言われる。同年、かつしかFMにて冠番組、「ポアロのNEW-TYPE NIGHT」がスタート。以降、番組名を「ポアロのニュータイプナイトポケット」、「いい朝ポアロ」と変えながら2002年まで続く。
2000年にはファーストシングル「NEW-TYPE」を発売。2001年から、新宿Fu-にて月1度のマンスリーライブが開催されるようになる。当初は年の上半期のみに開催されていたが、2005年からは下半期にも開催されるようになり、2020年現在まで継続している。
2002年、かつしかFMの番組終了を受け、すときゃ!にてインターネットラジオ、ポアロのあと何分あるの?を開始。曜日の変更や放送局の変更（BBstationへ）はあったものの、2016年3月まで番組は放送されていた。
2003年、ファーストアルバム「サルタヒコ」を発売。
2004年、第1回POARO大喜利大会開催。
2005年から「大喜利修学旅行」が毎年正月に行われるようになる（2011年まで）。映像も記録され、同人扱いながらDVD化されている（後述）。
2005年が伊福部と鷲崎が出会ってからちょうど10年だったため、記念イベント「FUJI POAROCK FESTIVAL」を開催。また、同年放送されたUHFアニメ「あかほり外道アワーらぶげ」内、「それゆけ！外道乙女隊」第7話、「空高く愛を歌おう大作戦！」にて本人役としてカメオ出演しており、曲も一部流れている。ただし、伊福部は同作に脚本として参加していたが、この回の脚本は担当していない。
2006年には渋谷CLUB QUATTROで凱旋ライブを開催、POARO大喜利公式大会「大喜利実力判定考査」の第1回大会開催。
2007年 - 2008年、2008年 - 2009年、年越しイベントを行う。
2009年11月には、初のバスツアーを実施。申し込み開始当初は定員割れも危惧されたが、最終的に70人強を集め無事実施された。
2011年5月12日に東北地方太平洋沖地震に対して義捐金100万円を募金したと、伊福部のTwitter、鷲崎のラジオ番組により明らかにしている。
ライブやインターネットラジオを中心に活躍、現在に至る。

## 特徴

### 音楽
ポアロとして最初期の楽曲は、主に「電波歌」であった。これは「輝け！紅白電波歌合戦」の項でも説明されているとおり「既存の曲に対して珍奇な歌詞を付ける」という替え歌の一種である。「深夜の馬鹿力」内でオンエアされたものとしては、「ガッツだぜ!!」「また逢う日まで」「ロビンソン」「サンタ・ルチア」「浪花節だよ人生は」を原曲とするものが存在する。
その後、ポアロのオリジナル楽曲を制作していくにあたり、「おたく文化」をテーマとしていくこととなった。このような楽曲は、当時あまり先例がなかった。このような「おたくソング」の女王桃井はるこに対し、帝王を自称しゲーム、アニメ、秋葉原、コミックマーケット、フィギュアなど、サブカルチャーを題材とした楽曲を制作していった。
5枚目のアルバムとなった『NO NEGATIVE, NO LIFE.』では、ジャケットの帯に「ポアロ、方向性リセット。」と書かれるほど、大幅な方向転換が行われた。これは、ポアロ自身の学生時代などを「ネガティブ」というコンセプトの元に歌ったアルバムとなっており、「おたくソング」からの脱却が図られている。このテーマについては、アルバム中の1曲「Baby! No Kidding!」の歌詞にて、桃井はるこ、MOSAIC.WAVを引き合いに出して歌われている。
楽曲としては、ほぼすべての曲で鷲崎が作曲を行っている。作詞に関しては、アルバム『おもちゃやめぐり』までは鷲崎が作詞を行った曲も存在していた。しかし、アルバム『ふっかつのじゅもんがちがいます』を製作する際、「ゲーム」というアルバムのコンセプトに対して、伊福部の方がゲーム方面に明るかったため、すべて伊福部が作詞を行った。その後、鷲崎がソロアルバムにおいて自身が作詞・作曲した曲を発表するようになったこともあり、現在では作詞：伊福部、作曲：鷲崎で固定されている。編曲は、同じ事務所の杉浦"ラフィン"誠一郎のほか、RAM RIDER（当人がポアロのあと何分あるの?のリスナーであったことからつながりが生まれた）などが担当したこともある。
ライブの際は、伊福部・鷲崎のボーカルと鷲崎のアコースティック・ギター、という編成で歌われるが（稀に内田稔によるパーカッションが加わる）、CDにおいてはギターをスタジオ・ミュージシャンに任せ、2人ともがボーカルに専念しているケースが多い。

### POARO大喜利
ポアロと、その周囲で盛んに行われている活動として、大喜利イベント「POARO大喜利」がある。2004年ごろから「ポアロ大喜利大会」（通常大会）が実施される。その後、2005年からは「大喜利修学旅行」、2006年から「大喜利実力判定考査」、2007年から「大喜利夜会」と、さまざまな大喜利イベントが行われている。これらのイベントのお題・回答の一部がPOARO大喜利Blogにて公開されている（外部リンクの節を参照）。
イベント以外にも、2009年からケロケロエース誌上にてスタートした大喜利ベースの投稿コーナー、「大喜利の達人」を伊福部らが担当、また2010年からはインターネットラジオ『大喜利四賢者の「オレたちしんけんじゃ!」』がスタート。そのほか、過去にはメカビで「POAROのハガキ道場」という投稿コーナーを担当していた。また、POARO大喜利としてのイベント以外にも伊福部が構成を務める「智一・美樹のラジオビッグバン」の大喜利企画にゲストとして参加している。
2010年5月24日に行われたD関無双には伊福部・鷲崎の両名が、2012年4月のダイナマイト関西ヤングマスターにも伊福部が出場。
同年7月19日には「大喜利実力判定考査2010 in 日本青年館」が、過去最大規模の会場となる日本青年館で開催された。
鷲崎は、大喜利修学旅行以外では大喜利の回答者として参加することは少なく、主に伊福部や八木たかお、ポアロと親しいポアロのあと何分あるの?のハガキ職人（以降、「大喜利軍団」とする）たちを中心に行われている。うち、後述の「大喜利の達人」を担当する伊福部と、哲ひと、イギリス超特急、お手てつないでの4名は、「大喜利四賢者」と呼ばれている。
基本ルールは以下の通りである。
1. 参加者のうち1名が出題者を担当。
2. 回答はホワイトボード、マーカー、クリーナーを使用。
3. 1問に対する制限時間は10分。制限時間内の回答数は自由。
4. ホワイトボードに答えを書いた後、挙手により回答権が得られる。また、制限時間終了時点では、ホワイトボードに記述がある者のみ回答権がある。
5. 回答者の回答以外の補足説明・私語は禁止。
6. 1問ごとに回答終了時点で最も面白い回答をした者にポイントを与える。全問終了後、最も多くポイントを獲得したものが「最多勝」となる。

#### POARO・大喜利軍団内の活動
ポアロ大喜利大会（通常大会）
毎月行われているポアロマンスリーライブ終了後、主に伊福部と大喜利軍団がカラオケボックスなどで行っていた、プライベートな大喜利大会。2004年から2010年ごろまでコンスタントに行われており、開催数は50回を越える。通常大会では前述の「最多勝」とは別に、その大会を通してもっとも面白かった回答を終了時に参加者が1つずつ選出し、この得票がもっとも多く集めたものを「MVP」としている。
大喜利修学旅行
伊福部の「みんなでどこかに集まり、大喜利をやろう」という提案を発端に、2005年から、毎年ポアロの両名と大喜利軍団で行われている旅行。開催時期は毎年正月で、1月2日前後から2泊3日にかけて行われる。参加者は、旅行中随時お題を出題することができる。参加者は、3日間で30問以上の大喜利を行うこととなる。「最多勝」、および「MVP」のルールについては通常大会と同一である。この旅行を撮影し、DVD化したものが同人扱いながら販売されている（それぞれのDVDについては後述）。2012年からはしばらく休止。

#### POARO・大喜利軍団が主催する大喜利イベント
大喜利実力判定考査
ポアロ大喜利のイベントとしては最大規模で実施される「公式大会」。2006年より2年おきに3度開催。2006年・2008年の会場は300人程度を収容するヴァーシティホールであったが、ヴァーシティホールの貸し出し終了に伴い、第3回（2010年7月19日開催）は、過去最大規模1360人収容可能な日本青年館で開催。第2回・第3回大会では、誰でも参加できる予選が本戦の前に設けられた。また第3回大会では、他の大喜利イベントの選抜メンバーを大会に招待している。そのため、第3回大会は「アマチュア大喜利史上・最大規模の大会」と位置付けられた。大会の模様はDVD化もなされている。鷲崎が司会進行を行い、伊福部と大喜利軍団が出題・回答を行う。
伊福部崇と八木たかおの大喜利夜会・茶会（大喜利夜会・大喜利茶会）
2007年から2010年まで、おおむね1 - 2ヶ月に1度のペースであさがやドラムにて行われていた大喜利イベント。開催が夜であれば夜会、昼であれば茶会となる。主催は伊福部と八木たかおで、ほかに大喜利軍団も出演する。ルールはその都度異なるものが適用され、ルールによっては一般客でも参加が可能（ホワイトボード一式を持参していることが条件）。
大喜利ボヤ騒ぎ
大喜利夜会・茶会に代わり、大喜利四賢者をメインとして2011年に開催した大喜利イベント。タイトルはPOARO大喜利アワー2011年3月6日放送分内での大喜利で決定した。初回のみ、イベント前に発生した東北地方太平洋沖地震へのチャリティイベントとして「大喜利 Voyage Charity」として開催。
オオギリダイバー
2012年に大喜利四賢者のお手てつないでが立ち上げた大喜利イベント。マンスリーライブと同日同会場で開催されることが多いが、大阪での大会も実施した。対局時計を用い、将棋やチェスのように1対1の先手・後手制で行うルールが特徴。
大喜利ワイワイワールド
大喜利電撃スニーカー

#### イベント以外の活動
大喜利の達人
大喜利四賢者がケロケロエースにて連載していた投稿コーナー。2009年11月号から2012年11月号まで掲載。
大喜利四賢者の「オレたちしんけんじゃ！」

大喜利の達人から発展して誕生した、大喜利四賢者がパーソナリティを務めるインターネットラジオ。
POARO大喜利アワー

「大喜利実力判定考査2010」DVDの販促を目的に、超!A&G+で放送されていた番組。不定期で生放送があり、生放送ではない週は『 -「オレたちしんけんじゃ！」』の特別版が放送されていた。

## 主な活動
ポアロとしてアトミックモンキーに所属しているが、基本的にポアロとして事務所を通して仕事をする事はポアロのCDを出すとき以外殆どない。インターネットラジオ ポアロのあと何分あるの?やマンスリーライブは事務所を通さず手打ちで行い、事務所には仕事を入れる際にこれらの仕事にバッティングしないようNGを入れている。
POAROマンスリーライブ
毎月、新宿Fu-（新宿永谷ホール）で開催されるライブ。土日のどちらかで3時間ほど行われるが、曲自体は3 - 5曲程度で、基本はトークライブとなる。毎月テーマを決めて「○○特集」（○○にはアーティスト名などが入る）として曲をカバーすることが多い。
POARO男子限定クリスマスライブ
クリスマス前後に開催される、男子限定ライブ。このライブでは、一般価格とは別に「童貞500円」というチケットが存在する（童貞チケットでの参加者は、「童貞」と書かれたカードを首から下げる）。

### 過去の活動
- ポアロのカンバシクナイト
  - 第一回（2001年2月4日）
  - WaT編（2006年3月27日）
  - ウエンツ編（2006年3月27日）
- 「ラジオ・ポアロクエスト」（文化放送BBQR「山本麻里安のはにわマイハウス」内、隔週金曜日）
- POARO大喜利アワー（超!A&G+）
- ポアロのあと何分あるの?（BBstation）

## 作品
CDのレーベルは、『NEW-TYPE』がソルト、『Once Upon Time in AKIHABARA』、『サルタヒコ』はライトニングスカーレット、『USO800』はサイトロン・デジタルコンテンツ、『サルタヒコ復活編』、『8月11日、晴れ、風邪をひいた』から『16in1』まではフロンティアワークスでアニメイト専売。『NO NEGATIVE, NO LIFE.』からはアトミックモンキーレーベルで、専売ではなくなった。

### シングル
- NEW-TYPE（2000年3月発売）
- Once Upon Time in AKIHABARA（2002年9月発売）
- 8月11日、晴れ、風邪をひいた（2006年8月11日発売）
- Half of One（2013年1月16日発売、「POAROにRAM RIDER」名義）
- 3'30″-サンプンハン-（2014年8月13日発売）※テレビアニメ『真 ストレンジ・プラス』主題歌

### アルバム
- サルタヒコ - ジャケットデザインは関智一。
- USO800（2004年3月20日発売）- ジャケットデザインは関智一。
- サルタヒコ復活編（2005年5月5日発売） - サルタヒコの再発盤
- おもちゃやめぐり（2005年5月5日発売） - ジャケットデザインは新沢基栄
- ふっかつのじゅもんがちがいます（2006年9月29日発売）
- NO NEGATIVE, NO LIFE.（2009年2月27日発売）

### ベストアルバム
- 16in1 （2007年10月26日発売）

### その他
- POARO MONTHLY LIVE 2005 上半期通しチケット・おまけCD
- ブルコンのテーマ（すくみず 〜フェチ☆になるもんっ!〜 挿入歌）
- プライド オブ アンダーグラウンド（ポアロのあと何分あるの?放送300回記念で作成された番組のテーマソング。monstar.fmでもダウンロード配信）
- ポアロのあと何分あるの？放送450回記念CD

### DVD
以下、DVDの発売元は特筆のない限り東京食堂。すでに生産終了となった作品を含む。
- POARO Live 1999〜The End of studio AI〜
- POARO music clip:A
- PMLS4（流通はmafty systemより）
- ポアロ・物色ファン感謝祭
- 無論拳（ブロッケン）- ポアロ倶楽部（インターネット番組）の企画にて撮影を行った作品。監督：伊福部、主演：鷲崎、助演：吉鶴。
- 探偵！ポアロスクープ〜大阪編〜
- L.A.珍道中 〜ビジネスクラスで行く三泊五日の旅〜 (DVD2枚組) -  ポアロのあと何分あるの?の200回記念で行ったロサンゼルスからの生放送の様子、また現地観光を記録したDVD。

### POARO大喜利関連

#### アルバム
- コタエ〜大喜利MEMORIAL〜（2010年7月19日発売）- 「大喜利実力判定考査2010」の際に発売されたCD。「鷲崎健＋伊福部崇」名義。

#### DVD
- 朝まで大喜利(1) - 第4回POARO大喜利大会（2004年11月）の模様を収録
- 大喜利どうでしょう〜ポアロと行く大喜利修学旅行〜第1夜 (DVD)
- 大喜利どうでしょう〜ポアロと行く大喜利修学旅行〜第2夜 (DVD2枚組)
- 大喜利どうでしょう〜ポアロと行く大喜利修学旅行〜第3夜 (DVD+サウンドトラックCD)
- OOGIRI2 前編 大喜利どうでしょう〜ポアロと行く大喜利修学旅行2006〜 (DVD2枚組)
- OOGIRI2 後編 大喜利どうでしょう〜ポアロと行く大喜利修学旅行2006〜 (DVD2枚組+サウンドトラックCD)
- 大喜利参 〜大喜利どうでしょう3・ポアロと行く大喜利修学旅行2007〜 前編 (DVD2枚組)
- 大喜利参 〜大喜利どうでしょう3・ポアロと行く大喜利修学旅行2007〜 中編 (DVD1枚)
- OOGIRI4 in IZU 〜ポアロと行く大喜利修学旅行2008〜 (DVD3枚組)
- poaro presents 大喜利実力判定考査 '06/'08 (DVD2枚組)
- 大喜利実力判定考査2010 (DVD2枚組、文化放送A&GSHOPより発売)
- 大喜利参 〜大喜利どうでしょう3･ポアロといく大喜利修学旅行2007〜 後編(DVD2枚組)
- 朝まで大喜利(2) - 第7回POARO大喜利大会（2005年2月）の模様を収録

### 楽曲提供
- 愛のたまご/Free Fall（榎本温子のアルバム「A HOUSE OF LOVE」に収録）
- パラダイス（アニメ店長）
- ♥（恋）してたまるか Pinky：SHOW TIME! #001 #002に収録
- バカみたいな青空（浅野真澄のアルバム「happyend」に収録）
- 恋人は…/恋をください ダメですか？（智一・美樹のラジオビッグバンで生まれたユニット「Kisty」のシングル曲）

## 「吉田ぽあ郎」としての活動
上記、「プライド オブ アンダーグラウンド」の作詞作曲を大槻ケンヂに発注し、完成するまでに、製作費としておよそ250万円を要した。ポアロのあと何分あるの?の300回記念の製作ではあるのだが、費用はポアロ二人のポケットマネーから捻出されたため、この製作費を回収する必要に迫られた。そこで、ポアロに内田稔を加えた3名で、変名フォークソングユニット「吉田ぽあ郎」を結成（命名は関智一）。ファーストアルバムをコミックマーケット75にて1000枚限定で頒布し、赤字を補填することとなった（同人音楽扱いであるためアトミックモンキー（所属事務所）は関わらない）。余った分については、マンスリーライブなどのイベントで販売される。
ジャンルをフォークとしたのは「楽に作れる」からであり、伊福部、鷲崎はともに作詞作曲を省力化し、二人の考えとは逆に曲のクオリティを上げようとする内田に対し不満を露わにしていた。しかし、いざ曲が出来上がってみると、「労力がかかっていない割に良いものが出来た」ということで、メンバー自らこれを絶賛。鷲崎は「Silly Walker（自身の初ソロアルバム）と同じぐらいの愛着がある」とコメントしている。
メンバー一人一人の名義も変わっており、その名字は「吉田」で統一されている。メンバー名、またファーストアルバムのタイトルについては、ポアロのあと何分あるの?のリスナーから募集したものがベースとなっている。

### メンバー
吉田 まにあーな （よしだ まにあーな）
鷲崎。メインボーカル、作曲、アコースティックギター担当。
吉田 新太 （よしだ あらた）
伊福部。作詞担当。
吉田 春菊 （よしだ しゅんぎく）
内田。パーカッション、クオリティ担当。

### ディスコグラフィ
- 大きな鍋をいまつかむのはちっちゃなミトンじゃないだろう （2008年12月28日発売）
- POAROバスツアー 特典CD - 2009年11月22 - 23日に開催されたPOAROバスツアーの参加者に配布された、特典CD。
- ポアロのあと何分あるの？放送450回記念CD - 吉田ぽあ郎名義での2曲のほか、450秒ドラマを3本収録。

## 関連人物
「POARO」としての活動に欠かせない人物
杉浦"ラフィン"誠一郎
アトミックモンキー所属の編曲者
POARO、鷲崎の楽曲アレンジを担当している。
青木瑠璃子
アトミックモンキー所属の声優
POARO大喜利関連ラジオ番組でアシスタントを担当。
七瀬亜深
アトミックモンキー所属の声優
POARO大喜利関連ラジオ番組でアシスタントを担当。
井口裕香
大沢事務所所属の声優。
文化放送の番組を通して鷲崎と面識があり、第3回判定考査のアシスタントを担当した。
イギリス超特急
「あと何分やるの?」はがき職人、大喜利四賢者の1人。第1回判定考査優勝者。
哲ひと
「あと何分やるの?」はがき職人、大喜利四賢者の1人。第1回判定考査2位。
POARO大喜利の実力者。
お手てつないで
「あと何分やるの?」はがき職人で、大喜利四賢者の1人。第2回判定考査2位。
POARO大喜利のデータ管理者で、「大喜利実力判定考査2010」では大会システムを監修した
八木たかお
オフィス・トゥー・ワン所属の構成作家。第3回判定考査8位入賞。
伊福部と共に実施していた「大喜利茶会・夜会」主催者
ジェロ
POAROの親友で、第3回判定考査優勝者
妹尾
POARO大喜利関連ラジオ番組の構成作家
POARO大喜利以外にも、大喜利イベント2団体に所属している。